# Шахандан
Шахандан (азерб. Şaxəndan) — найдавніше  з трьох збережених старовинних кладовищ міста Шамахи в Азербайджані, розташоване в південно-західній частині міста . Тут імовірно похований брат відомого поета XV століття Насімі поет Шахандан (Шахандан, Шах-і Хандан), тому кладовище носить його ім'я  .

## Опис і вивчення
За словами місцевих жителів Шахіде-Хандан (красень веселун) було прізвиськом брата Насімі, а кладовище називається його ім'ям, бо він був тут похований . У Шахандані були виявлені руїни восьмикутного мавзолею. Всередині мавзолею знаходяться дві могили, надгробний камінь однією з яких дещо заглиблений в землю. В результаті атмосферних впливів написи виявилися повністю стертими. На зворотному боці заглибленої надгробної плити є зображення, характерне для могильних каменів Азербайджану XIV — XV ст.
Азербайджанський археолог Гусейн Джидді зазначає, що ймовірно, це і є могила «Шахіде-Хандан» — брата Насімі. Якщо це дійсно так, то за словами Джидді, в XIV—XV столітті кладовище міста знаходилося в цій місцевості. Частково це підтверджується іншими могилами XV—XVI ст., які там знаходяться. Багато стародавніх могильних каменів кладовища втрачені, деякі ж знаходяться під землею .
Під час будівельних робіт на території міста в 1970 -1971 роках у західній частині Шамахи, там, де колись був розташований старий базар і навколо нього було знайдено багато могил. Згідно куфічних написів на намогильних каменях дослідники приходять до висновку, що ці могили відносяться до XI — XII століть. Колись це кладовище простягалося до Шахандана. На думку Джидді, ймовірно в середньовіччі головним кладовищем Шамахи був Шахандан. Незабаром же, внаслідок розширення міста, основне кладовище було перенесено на пагорб, де розташовані кладовища " Едді гюнбез " і " Лалезар " .
Відомий азербайджанський поет Сеїд Азім Ширвані заповідав поховати його на цвинтарі Шахандан, і його могила також знаходиться там  .

## Зображення

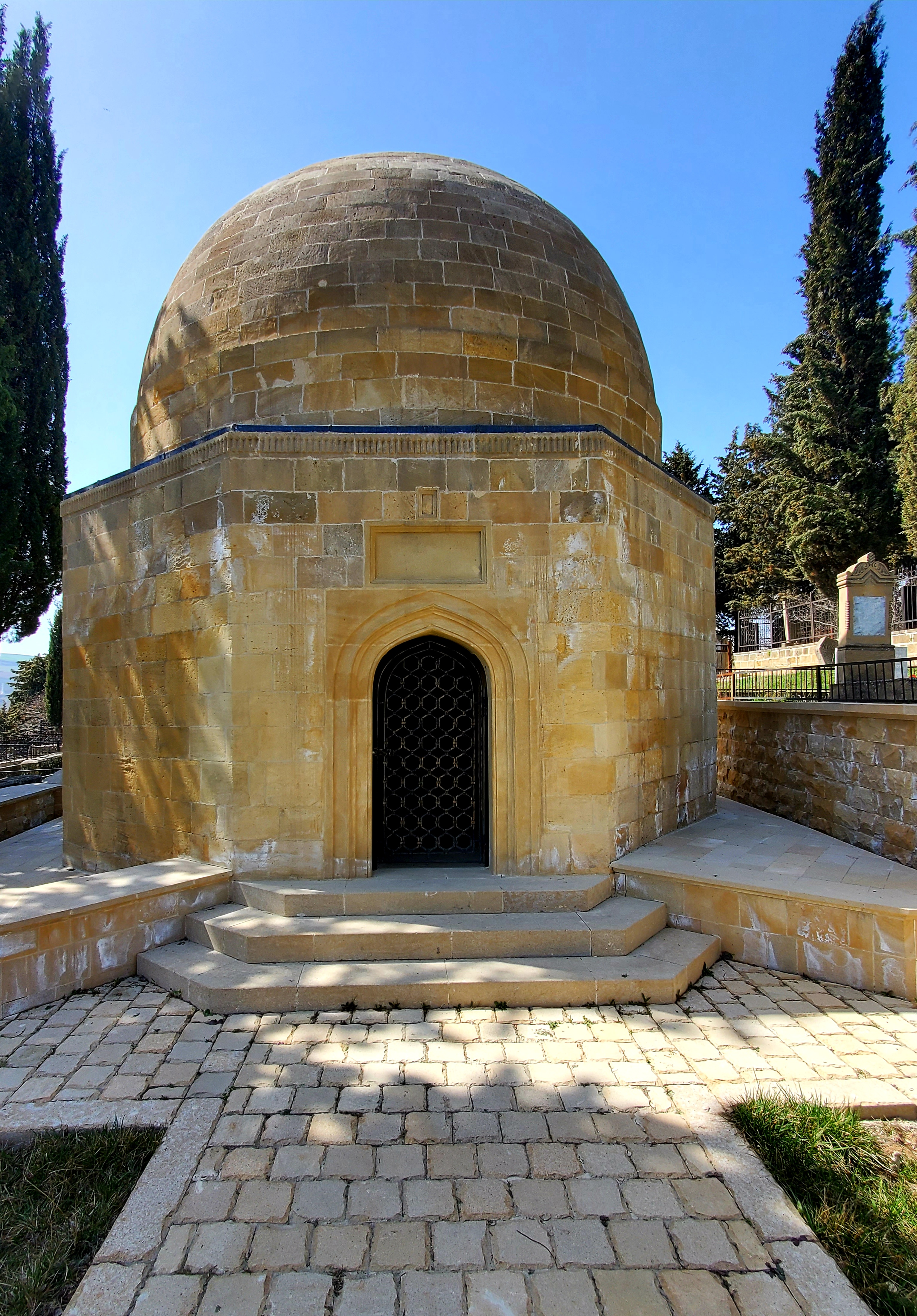
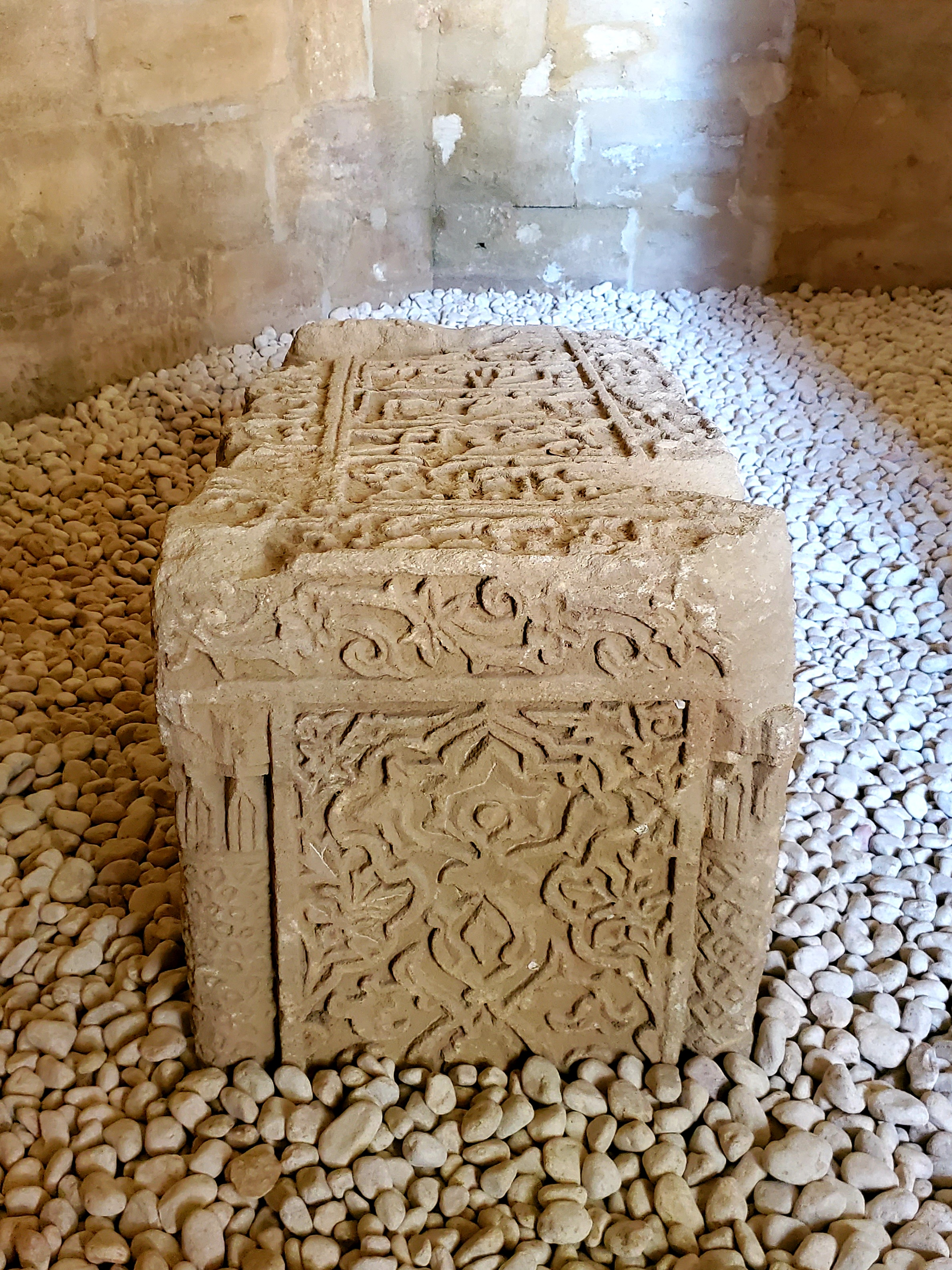
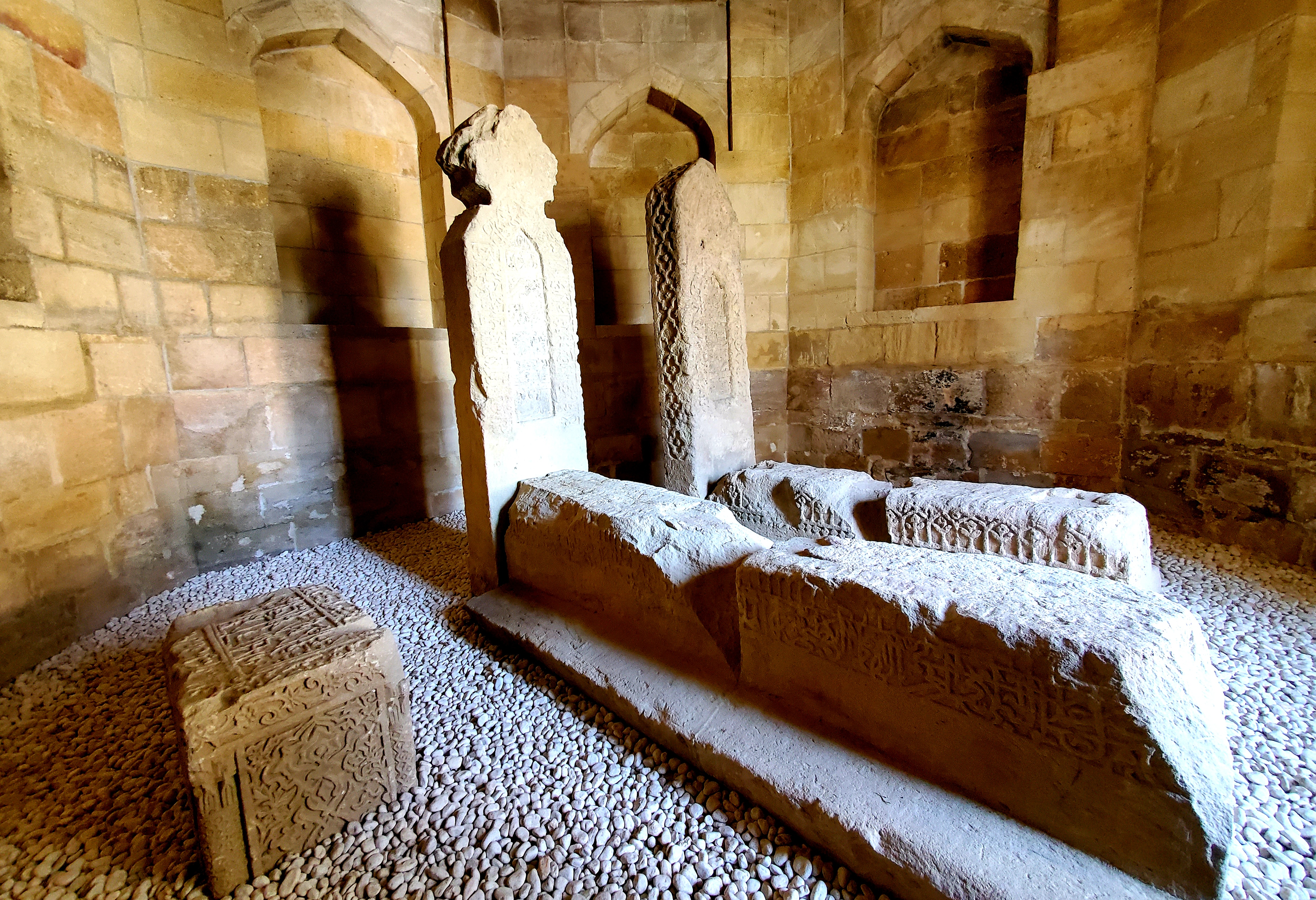
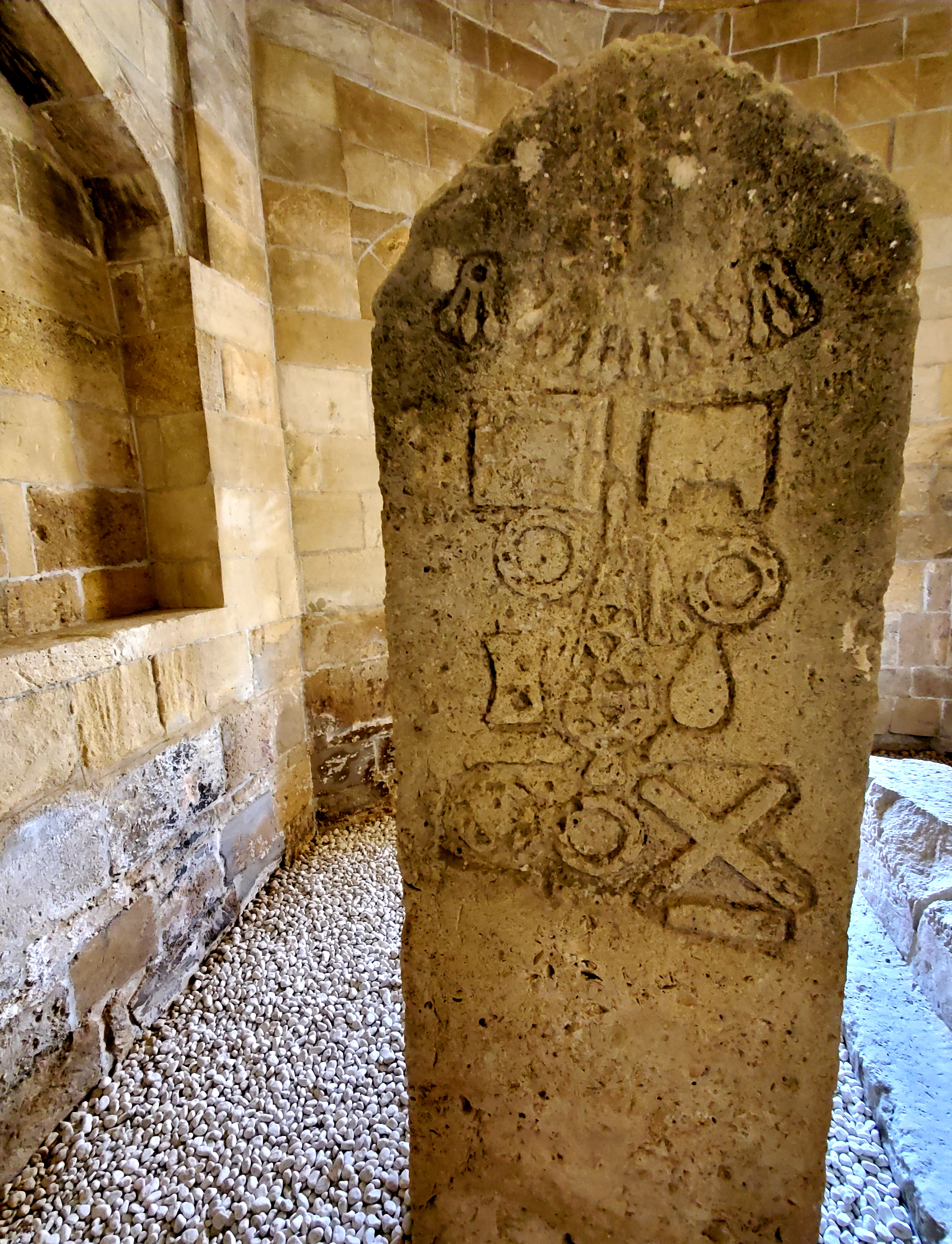
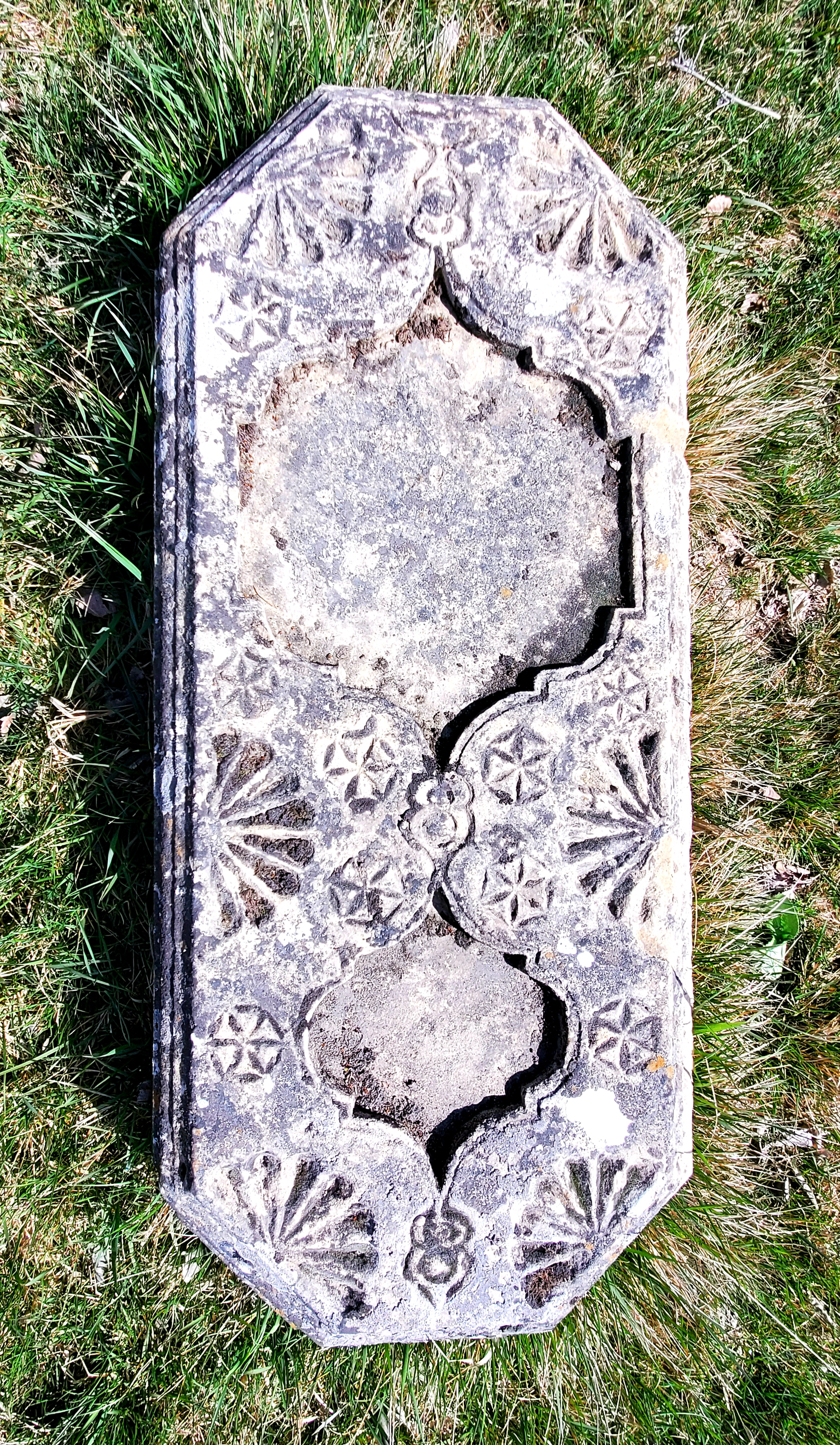
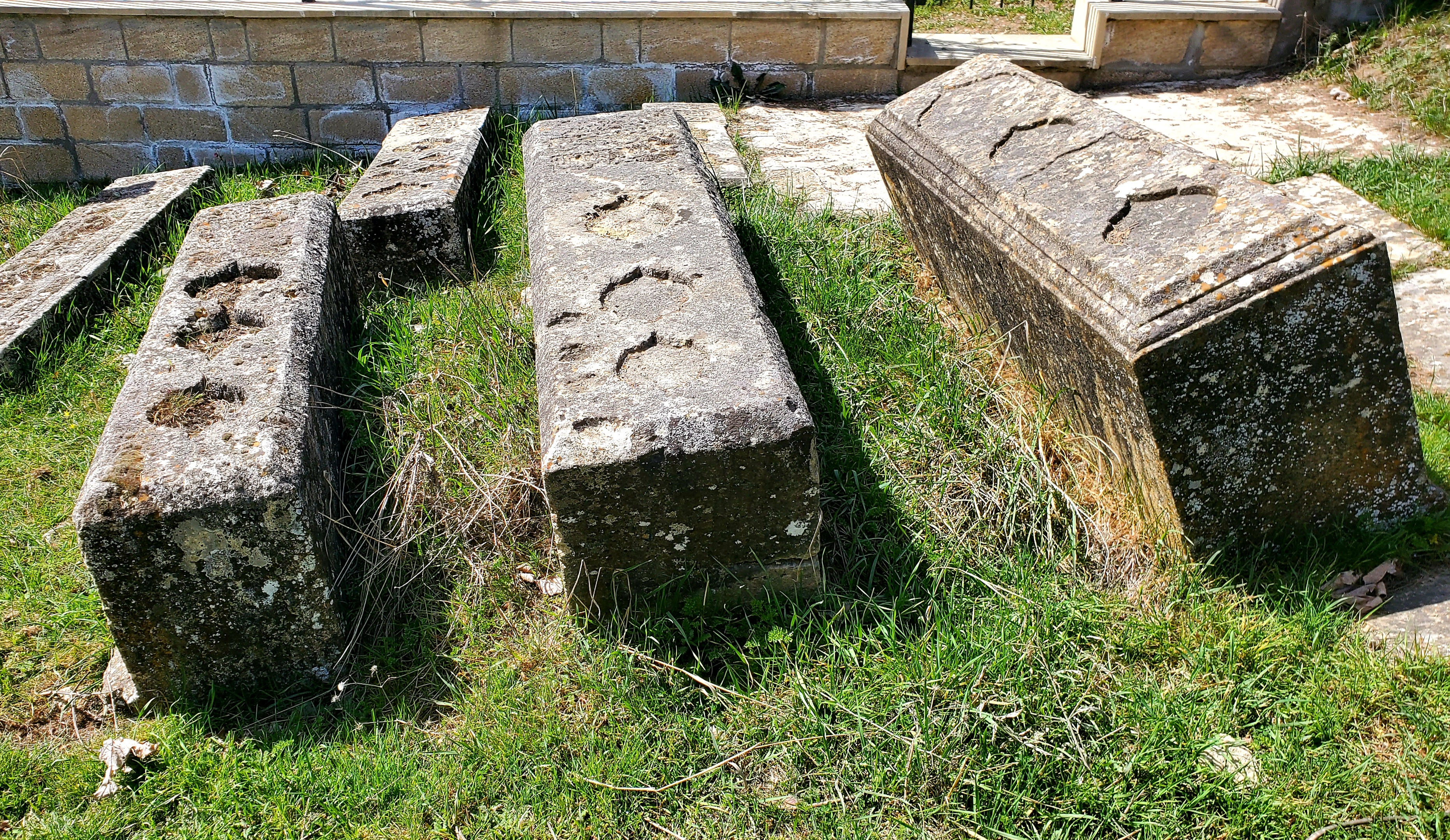
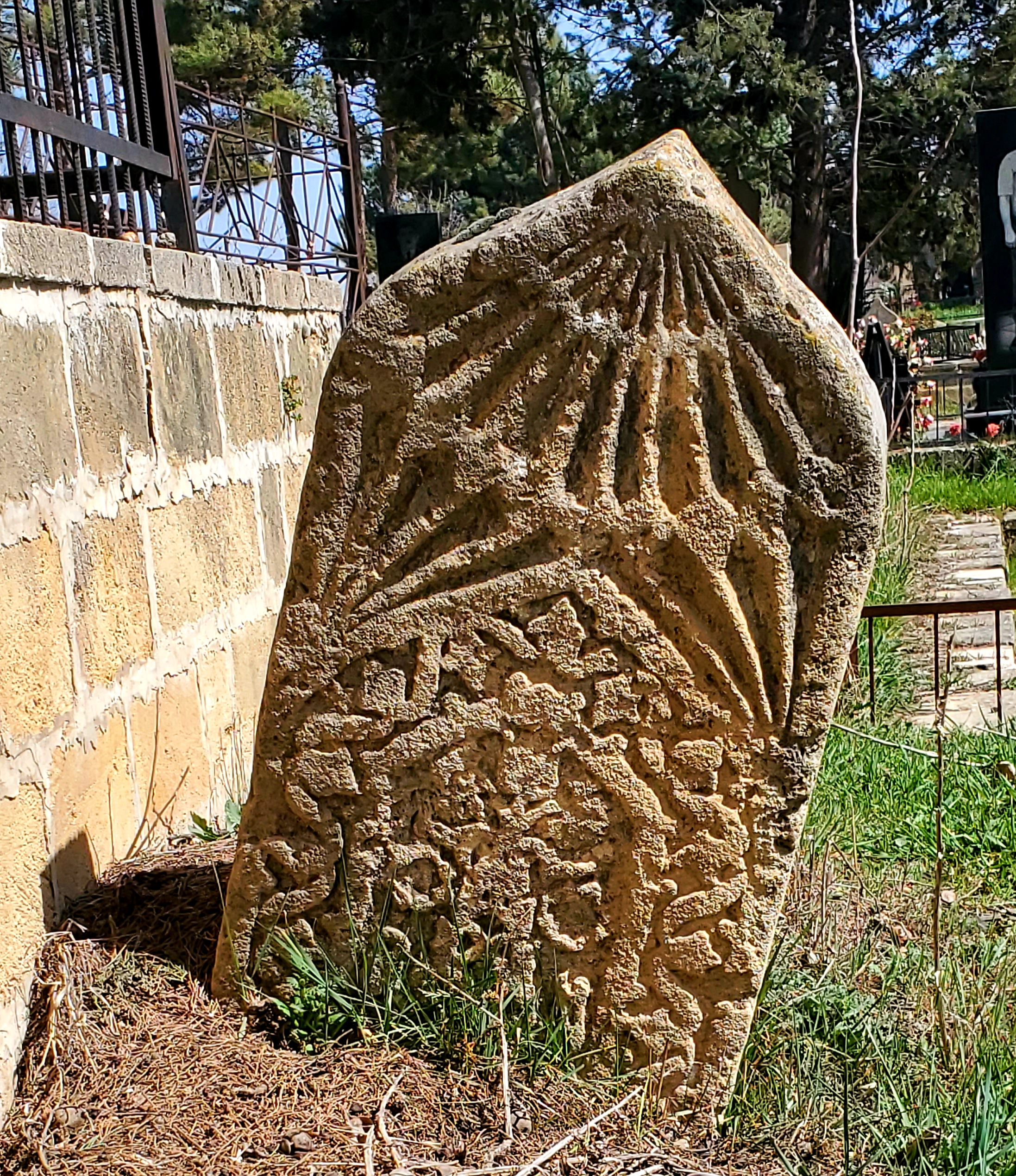
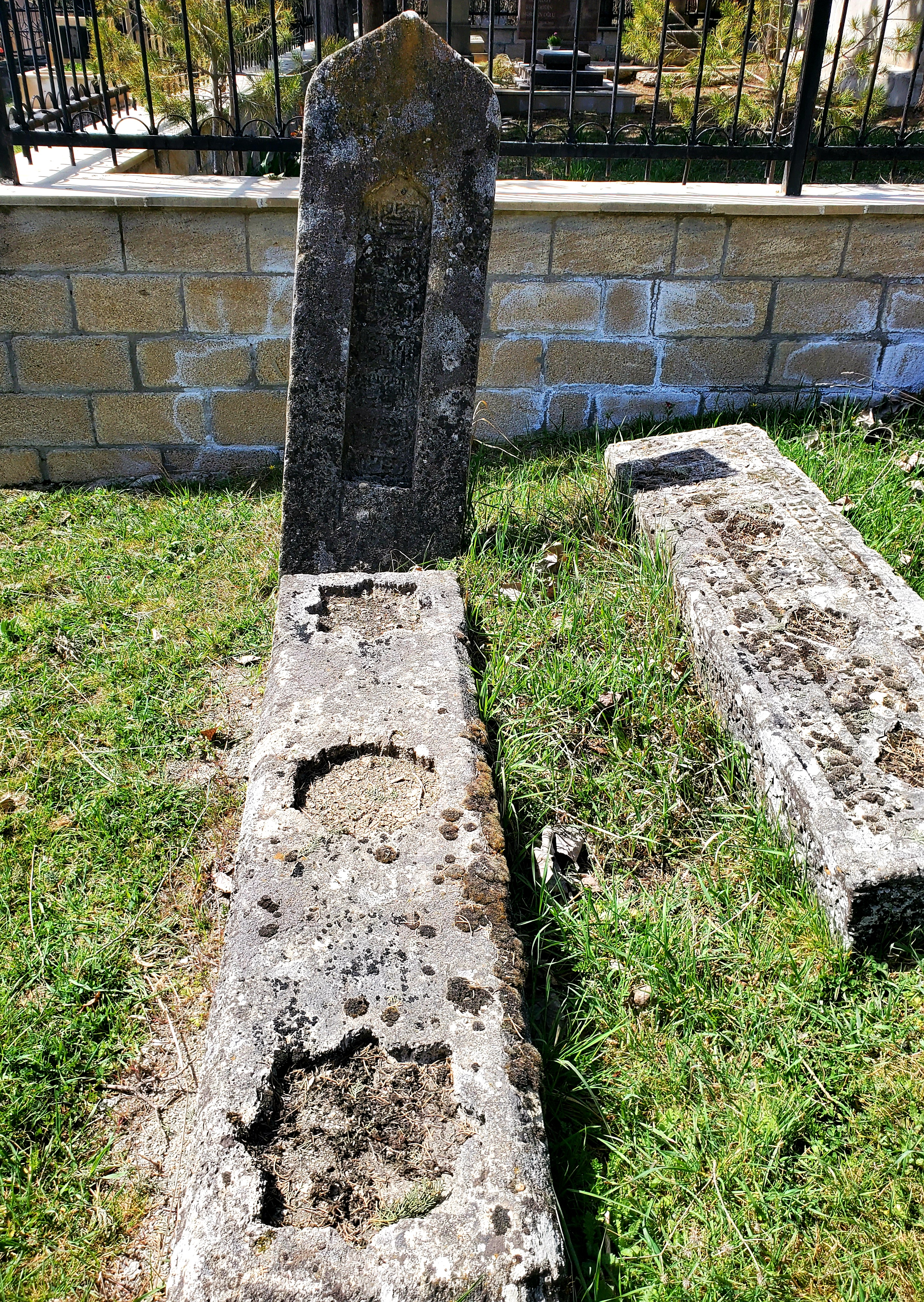